# 헝가리
헝가리(헝가리어: Magyarország [ˈmɒɟɒrorsaːɡ] 머저로르사그[*], 듣기 (도움말·정보), 문화어: 마쟈르)는 중앙유럽에 있는 내륙국이며 수도는 부다페스트이다.
서쪽과 북서쪽으로는 오스트리아, 북쪽으로는 슬로바키아, 북동쪽으로는 우크라이나, 동쪽과 남동쪽으로는 루마니아, 남쪽으로는 세르비아, 남서쪽으로는 크로아티아, 슬로베니아와 국경을 맞대고 있다. 폴란드, 체코, 슬로바키아와 함께 비셰그라드 그룹의 일원이자, 유럽 연합의 정회원국이다. 헝가리의 주민은 거의 대부분 우랄족에 속하는 헝가리인이다.

## 어원
헝가리 또는 라틴어 명칭인 훙가리아·웅가리아(Hungaria)에서 로마자 'H'는 아바르족 이전에 헝가리 영토에 정착했던 훈족과의 역사적 연관성 때문일 가능성이 크다. 그 밖에 이름의 나머지는 비잔틴 그리스어 웅그리(Οὔγγροι)가 라틴 문자로 표기된 형태에서 비롯한 것이다. 그리스어 명칭은 고대 불가리아어인 아그리누(ągrinŭ)에서 온 것이고, 다시 아그리누(ągrinŭ)는 오구르-튀르크어 오노구르(Onogur, '오구르족의 10개 부족')에서 비롯하였다. 오노구르(Onogur)는 아바르족 이후 헝가리 동부를 지배했던 불가르족계 부족 연맹에 참여했던 불가르계 부족들의 공통 지칭어이다.
헝가리의 자칭 지명은 머저르(magyar, '헝가리인')와 오르사그(ország, '국가, 땅')로 이뤄진 머저로르사그(Magyarország)이다. 머저르라는 단어는 반유목민이던 헝가리계 주요 7개 부족 중 하나인 메제르(megyer) 부족의 이름에서 유래했다.

## 역사
헝가리의 국토는 헝가리 평원이라 불리는 광대한 평원을 중심으로 하여, 예부터 다양한 민족이 침입하여 정착하여 왔다. 고대에는 판노니아라 불리고, 판노니아족 등이 거주하였다. 기원전 1세기에는 로마 제국에 점령되어, 속주 일리리쿰에 편입되었다가, 1세기 중엽 속주 판노니아로 분할되었다.
볼가강 유역에서 들어온 헝가리인은 10세기 말 헝가리 왕국을 수립하여, 14세기부터 15세기경에는 주변의 여러 왕국과 동군 연합을 맺고 오스만 제국의 침입을 받을 때까지는 중앙 유럽의 강국으로 군림하였다. 헝가리는 15세기 후반까지 오스만 제국의 강력한 압력을 받게 되었다. 1526년에 헝가리는 모하치 전투에서 오스만 제국군에 패배하여, 국왕 러요시 2세가 전사하였다. 1541년에 부다가 함락되어, 그 결과 동남부와 중부의 3분의 2를 오스만 제국(오스만 제국령 헝가리), 북서부의 3분의 1을 합스부르크 왕가의 오스트리아에 의하여 분할 지배되어(왕령 헝가리), 양 제국이 충돌하여 만나는 최전선이 되었다. 오스만 제국이 군사적으로 후퇴하자, 1699년에 체결된 카를로비츠 조약에 따라 헝가리 및 헝가리 국왕령의 크로아티아와 트란실바니아는 오스트리아에 할양되었다.
헝가리 측에서는 지배자가 합스부르크 왕가로 변한 것일 뿐, 꾸준히 독립을 요구하는 운동이 반복되었다. 1848년 3월 혁명에서는 코슈트 러요시가 지도한 독립운동은 러시아군의 개입으로 실패하였으나, 오스트리아에 민족독립운동을 억제하기 위한 타협을 결단케하여, 1867년에 아우스글라이히(화협)가 맺어졌다. 이렇게 하여, 합스부르크 왕가는 오스트리아 제국과 헝가리왕국에서 이중군주로서 군림하였으나, 양국은 외교 등을 제외하고는 각각의 정부를 가지고 연합하는 오스트리아-헝가리 제국이 되었다. 제1차 세계 대전 종전 직전에 헝가리는 제국으로부터 분리독립(1918년)하면서 공화국이 되었다. 1918년에 헝가리 최초의 공화제국가인 헝가리민주공화국이 성립하여, 사회민주당계의 카로이 미하이(Károlyi Mihály)가 초대 대통령 및 수상을 맡았다. 1920년에 체결된 트리아농 조약에 의해, 헝가리는 트란실바니아 등 오스트리아-헝가리 제국시대의 왕국령 가운데, 면적의 72%, 인구의 64%를 잃고, 헝가리인의 전인구 중 반 수 가량이 헝가리 국외로 남겨지게 되었다. 합스부르크가를 대신하는 왕이 선출되지 않음에 따라, 1920년 3월 1일 호르티 미클로시가 섭정으로서 통치하는 헝가리 왕국의 성립을 선언하였으나, 영토를 상실함에 따른 반작용으로 차츰 우경화되었다.
헝가리는 나치 독일의 후원하에 1930년대 말, 뮌헨 협정과 빈 중재, 슬로바키아-헝가리 전쟁 등으로 일부 영토를 회복하였다. 제2차 세계 대전에서는 잃은 땅을 회복하기 위해, 또한 나치 독일의 압박을 받아, 추축국에 가담하였으나, 전쟁의 국면은 서서히 열세가 되어, 1944년에는 호르티는 추축국으로부터 이탈하려고 하였으나, 나치 독일군의 판처파우스트 작전, 화살십자당에 의한 쿠데타로 저지되어, 1945년 5월 8일의 패전까지 추축국으로서 전쟁을 치렀다. 1945년 5월 8일의 패전에 의해 소비에트연방에 점령된 헝가리에서는 공산화가 추진되었다. 1946년 2월 1일에 군주제가 폐지되고, 헝가리 왕국은 명실공히 붕괴하였다. 소비에트연방 점령하의 헝가리에서는, 1949년 사회주의공화국을 표방한 헝가리 공화국(제2공화국)이 성립하였다. 1989년 10월 공산당 일당지배체제를 청산하고 자유민주주의로 선회했다.

### 탄생과 번창
로마 제국은 기원전 35년부터 기원전 9년 사이에 도나우강 서안 지역을 정복하였다. 이로써 기원전 9년부터 4세기 말엽까지, 로마 제국의 속주 판노니아가 훗날 헝가리의 영토가 되는 지역을 포함하는 곳에 자리 잡고 있었다. 4세기 후반에는 훈족이 침입, 서기 433년에 서로마 제국으로부터 판노니아의 지배를 인정받고, 훈족에 의하여 판노니아를 주요영토(일부는 현재의 불가리아, 루마니아를 포함)로 하는 독립국가가 처음으로 탄생하였다. 전승에 의하면 헝가리는 896년, 현재의 체코 및 슬로바키아를 중심으로 한 영토를 가지고 있던 대모라바 왕국(Great Moravia)을 멸망시키고 판노니아 평원(헝가리 분지)를 차지한 마자르인들과 이들을 이끌고 들어온 아르파드에 의해 건국되었다.(→그 이전의 역사는 헝가리인 참조). 그 후로는 지금의 스위스나 북이탈리아, 발칸 반도를 원정하면서 약탈을 계속했지만 955년 아우구스부르크 부근에서 독일 황제 오토 군대에 패해 지휘관들이 처형당했다. 이 사건을 계기로 헝가리인들은 보다 평화적인 방향으로 노선을 바꿔 게저 대공의 통치가 시작됐다. :819

### 헝가리 왕국의 건국과 전성기
마자르 대공 게저의 아들이었던 이슈트반 1세는 헝가리인 내부의 이교도인 부족장과의 싸움에서 이겨 가톨릭을 국교로 받아들이고 행정 조직을 정비하면서, 신성 로마 제국 오토 2세의 후원으로 헝가리 왕국을 건국(1000년)하고 국왕의 지위에 올랐다. 이렇게 해서 헝가리는 중앙유럽에 위치한 가톨릭 국가로서의 길을 걷기 시작했다. 1102년에는 크로아티아와의 동군연합(同君聯合, 크로아티아-헝가리 동군연합)을 이루는 등 세력을 확장하였다. 12세기 후반 농업, 공업(수공업), 상업의 발전으로 세속 영주층의 권력이 커졌다. 토커이, 에게르 등의 와인 산지는 이 무렵 개척지에 들어온 프랑스인들에게 의해 확립된 것이다. 벨러 4세의 치하(1235년~70년)이던 1241년~1242년, 몽골의 침입으로 국토가 황폐화되고, 절대다수의 주민들이 죽임을 당했다. 몽골군이 갑작스럽게 물러간 후 벨러 4세는 방위를 위해 봉건영주에게 석조 성을 쌓는 것을 허용했다. 벨러 4세 자신이 왕궁지 에스테르곰을 대주교에게 양도하고, 부더 남쪽에 있는 야트막한 언덕에 성벽을 쌓아 왕궁(부다 성)을 짓고 이 곳을 부더라고 명명했다. 그때까지 부더는 오부더(구(舊) 부더)였다. 1301년 언드라시 3세가 사망하자 아르파드 왕가는 단절되었고, 여러 가문들이 헝가리의 왕위를 소유하려고 분쟁이 일어나기도 하였다. 야노시 왕가의 마차시 1세의 절대주의 통치 하(1458년~90년)에서 헝가리는 영토를 확장하고 르네상스 문화를 도입해 영화를 누리는 헝가리의 황금시대가 열렸다. 그렇지만 그 영화는 길게 이어지지 못했고 도자 죄르지의 농민 전쟁(1514년), 중견 귀족과 대 귀족의 항쟁 등이 이어지며 나라는 쇠퇴의 길로 들어섰다. :819

### 헝가리의 분할 통치 기간
서방으로의 팽창 정책을 추진하던 오스만 제국과 헝가리 왕국의 충돌이 불가피하였다. 1526년, 모하치 전투에서 러요시 2세가 지휘하던 헝가리 왕국군은 오스만 제국의 술탄인 쉴레이만 대제가 이끄는 오스만 제국군에게 완패하고, 국왕 자신도 전사하였다. 이 전쟁의 패배로 인하여 헝가리는 오스만 헝가리와 트란실바니아를 오스만 제국에게 할양하였다. 오스만 제국군은 이에 그치지 않고 진격하여 빈을 공격했고, 1541년에는 부더를 점령했다. 이로써, 헝가리는 약 150년간 합스부르크 왕가가 직접 통치하는 도나우 강 서쪽의 로열 헝가리(합스부르크 헝가리)와 오스만 왕가가 직접 통치하는 부다를 포함한 구 헝가리 왕국의 중앙부인 오스만 헝가리, 오스만 아래서 큰 자치를 누리는 트란실바니아를 통치한 터키 보호령의 헝가리 왕국(1570년부터 트란실바니아 공국)으로 3분된다. 헝가리의 황금기는 16세기 초 오스만 제국에 의해 정복되고 16세기 오스트리아가 헝가리의 나머지 땅마저 지배하게 되어 끝이 났다. 17세기 말에는 오스트리아가 헝가리 땅을 전부 차지하게 되었다.
국토의 3분할로 헝가리의 모든 도시는 각기 다른 발전의 길을 걷게 되면서 다른 성격을 띠게 되었다. 일례로, 도나우 강 서쪽의 쇼프론이나 케세그는 경제, 상업 면에서 오스트리아와 밀접한 관계를 갖게 된다. 트란실바니아 공국은 터키 보호령 하에 있었지만 헝가리인의 통치국가로 발전해 갔다. 콜로주바르(현 루마니아 령, 클루즈 또는 나포카)는 당시 가장 번성했던 도시였다. 3분할 시 베트렌, 라코츠, 그 후 테케리의 "클루츠" 군과 대 터키, 대 합스부르크 전쟁에 나서 조국통일을 이루는 중심지였다. :819
야노시 왕가와 합스부르크 왕가가 헝가리의 왕위를 두고 서로 다투었지만, 합스부르크의 혼인 정책으로 야노시 가문은 합스부르크 가문에 흡수당하면서, 오스트리아의 대공이 헝가리의 왕을 겸하기 시작하였다. 그러나 1683년 대튀르크 전쟁의 결과, 카를로비츠 조약으로 최전성기 때의 영토를 모두 회복한다.

### 헝가리의 독립 운동과 이중 제국의 성립
1703년 합스부르크의 통치에 반대하여 트란실바니아 대공 라코치 페렌츠 2세가 주동한 민족 반란이 일어나지만 결국 실패한다. 1848년에 코슈트의 주도로 1848년 헝가리 혁명이 일어났으나, 러시아 제국의 개입으로 실패한다. 그러나, 오스트리아가 보오전쟁에서 패배하고 헝가리에 호의적인 시씨 황후로 인해 오스트리아와 헝가리에선 대타협이 이루어져, 오스트리아의 합스부르크 왕가의 지배 아래에 있던 헝가리는 1867년 오스트리아와의 타협으로 오스트리아-헝가리 제국의 자치 왕국으로 승격되었다. 헝가리는 외교와 국방을 제외한 부분에서 엄청난 자치를 보장받으면서, 헝가리의 경제와 문화는 비약적으로 발전한다. 그러나 제1차 세계 대전(1914년 7월 28일 ~ 1918년 11월 11일) 후 오스트리아-헝가리 제국이 해체되면서 종전 직전인 1918년 10월 31일 헝가리는 독립을 선언하고, 헝가리 최초의 공화제 국가인 헝가리 민주공화국이 성립하여, 사회민주당계의 미하이 카로이(Mihály Károlyi)가 초대 대통령 및 수상을 맡았다. 1919년에는 공산 혁명이 일어나 헝가리 평의회 공화국이 세워졌지만 루마니아가 침공해 소비에트 공화국을 무너뜨리고 오스트리아-헝가리 제국의 해군 제독이었던 미클로시 호르티를 집권시키는 등, 1919년 8월~11월 중순까지 루마니아가 부다페스트를 점령하였다. 헝가리는 제1차 세계 대전의 패전국이었고, 전쟁의 책임을 마무리하는 교섭이 진행되어, 연합국과 헝가리간의 트리아농 조약(1920년 6월 4일)에 따라 전쟁 전의 영토(슬로바키아, 보이보디나, 트란실바니아, 슬라보니아)와 인구의 거의 대부분을 중앙 유럽의 신생 독립국들에게 할양할 수 밖에 없는 손실을 입었다. 이는 나중에 헝가리가 추축국에 가담하게 되는 배경이 된다.

### 정치 체제 논쟁과 2차 세계 대전
헝가리는 제1차 세계 대전이 끝나고 합스부르크 가를 대신하는 왕이 선출되지 않음에 따라, 왕정을 유지할지 공화정을 선포할 지 엄청난 논쟁에 있었다. 결국 헝가리 귀족들은 왕정을 우선 유지하고 서서히 공화정으로 나아가자고 합의했으며, 호르티 미클로시를 섭정왕으로 선출(1920년 3월 1일)하고, 그가 통치하는 헝가리 왕국의 성립을 선언하였다. 섭정왕 미클로시 호르티는 영토를 상실함에 따른 반작용으로 차츰 우경화되었다. 이리하여 헝가리는 1930년대에 나치 독일의 강요로 동맹 관계를 맺었다. 히틀러는 헝가리에 있는 유대인들을 학살하기 위해 헝가리를 침공하여 호르티를 나치 합작자로 대체해야 했다. 그 때문에 나치 독일은 호르티는 물론 아들까지도 감금했고, 소련군이 풀어주게 된다.
헝가리는 나치 독일 주도의 추축국에 가담하면서, 뮌헨 협정(1938년), 빈 중재(1938년 및 1940년)를 통해 루마니아로부터 트란실바니아 북서부를 할양받았고 슬로바키아-헝가리 전쟁(1939년) 등으로 슬로바키아와의 국경 지역 일부를 합병하였다. 헝가리는 제2차 세계 대전에서, 잃은 땅을 회복하기 위해 또한 나치 독일의 압박을 받아, 추축국에 가담하여 유고슬라비아 왕국을 공격해 현재의 슬로베니아 일부 지역과 세르비아, 보스니아 헤르체고비나 전역을 합병, 대국이 되었다. 그러나, 전세가 불리해지자 1944년, 호르티는 추축국으로부터 이탈하려고 하였으나, 아돌프 히틀러의 도움을 받은 살러시 페렌츠가 이끄는 화살십자당이 헝가리를 장악{나치 독일군과 화살십자당에 의한 쿠데타(판처파우스트 작전)}함으로써, 이탈은 저지되었다. 결국 헝가리는 1945년 5월 8일의 패전까지 추축국으로서 전쟁을 치르고 부다페스트 포위전으로 연합국으로 돌아서게 된다. 종전 후, 1946년 2월 1일에 군주제가 폐지되고, 헝가리왕국은 명실공히 붕괴되었다. 헝가리는 파리 조약(1947년)에 따라, 전쟁으로 얻은 영토를 모두 잃었으며, 결국  소련이 점령하면서부터 1946년에 사회주의공화국을 표방한 헝가리 공화국(헝가리 제2공화국)이 선포되었고, 이후 소비에트 연방 점령 하에 따라서 1949년에 헝가리 인민공화국이 성립되었다.

### 헝가리 인민공화국
1956년 10월 23일 발발한 1956년 헝가리 혁명 이후 10월 24일 수상으로 임명된 임레 너지는 소련의 간섭에서 벗어나고자 바르샤바 조약 기구 탈퇴와 코메콘 탈퇴를 선언했다. 그러자 소련군이 개입, 독자노선 추구를 이끈 임레 너지를 사형시키고, 반공 시위를 무력으로 진압했다.
하지만 이후 헝가리는 중앙유럽의 민주화를 주도한다. 1980년대 후반이 되자, 소련의 페레스트로이카와 함께, 공산당(헝가리사회주의노동자당) 독재의 한계가 드러났다. 1980년대 후반의 헝가리 자유민주화운동 결과, 1989년 5월, 헝가리는 서방측 오스트리아와의 국경의 "철의 장막"을 구성하던 철조망을 철거하고 국경을 개방하였다. 1989년 8월에는 헝가리 사회주의노동자당이 하야하고, 1989년 10월 23일에는 신헌법(헝가리공화국헌법)의 시행으로, 다당제와 대통령제를 기반으로 한 자유주의와 시장 경제를 도입하고 국호를 "헝가리 공화국"(Magyar Köztársaság [ˈmɒɟɒr ˈkøstaːrʃɒʃaːɡ] 머저르 쾨스타르셔샤그[*])으로 변경하면서, 이로써 헝가리 인민공화국은 명실공히 붕괴되었다. 헝가리는 1980년대 말 바르샤바 조약 폐지와 코메콘 폐지도 주도하였다.

### 1990년대 ~ 현재
1991년 소련이 해체되자 헝가리는 서유럽 국가들과 관계를 더욱 긴밀히 하며 1996년에는 OECD, 1999년에는 북대서양 조약기구(NATO), 2004년 5월 1일에는 폴란드, 체코, 슬로바키아와 함께 유럽 연합에 가입했다. 헝가리 제3공화국의 국기와 국장에는, 공산당 시대의 붉은 별의 문장이 제거되었다. 또한 나치 독일, 화살십자당, 소비에트 연방, 공산당 일당 독재에 의한 압제의 반발로서 하켄크로이츠, 화살십자, 낫과 망치, 붉은 별의 사용이 1993년 개정 형법에 의해 금지되어 있다. 헝가리는 지금까지도 정치가 안정되지 못하여 2007년에 반정부 폭동이 일어난 바 있다. 2009년 3월 15일에는 헝가리의 부다페스트에선 혁명기념일에 반정부 시위가 일어나기도 했다.
2002년 사회당 출신의 주르차니 페렌츠가 총리로 선출되었다. 8년 뒤인 2010년, 총선에서 피데스가 압승함에 따라 피데스의 당수 오르반 빅토르가 총리로 선출되었다.
2011년 4월 18일 헝가리 의회에서 새 헌법인 《헝가리 기본법》이 통과되었다. 새 헌법은 2012년 1월 1일을 기해 효력이 발생했으며 정식 국호도 "헝가리 공화국"에서 "헝가리"(Magyarország [ˈmɒɟɒrorsaːɡ] 머저로르사그[*])로 변경되었다. 그러나 헝가리의 이러한 헌법 개정은 국체의 변동을 의미하는 것이 아니라 헝가리 공화국의 체제와 자유주의를 계승하였는데, 이는 헝가리와 헝가리 공화국이 동일한 명칭임을 의미한다.

## 지리

### 지형
93,030km2의 면적을 지니고 있는 헝가리는 동남유럽에 있다. 남북 길이는 250km, 동서 길이는 524km이다. 2,258km의 국경을 이루며 서쪽으로는 오스트리아, 남서부로는 세르비아, 크로아티아, 슬로베니아, 북동쪽으로는 우크라이나, 북쪽에는 슬로바키아와 국경을 접한다. 국토의 중앙부는 해발 고도 약 100m 전후의 헝가리 분지가 차지하고, 도나우강 중앙 유역에 위치하는 내륙국이다. 서부에는 중앙유럽 최대의 벌러톤호(湖)가 있어, 그 남쪽에는 옛 사구열(砂丘列)과 넓은 계곡이 발달되어 있다. 사구간에는 푸스타라고 불리는 스텝이 펼쳐져 있고, 관개로 비옥한 경지를 이루고 있다. 티서강(Tisza 江) 동쪽에는 비사지(飛砂地)나 저습지가 많다.
헝가리의 현재 국경은 처음 1차 세계대전 이후 생긴 것으로 1920년 트리아농 조약 이후 헝가리 제국은 원래 영토의 71%를 잃었고 인구의 58.5%도 사라졌다. 나치군과 연합하여 슬로바키아와 우크라이나, 루마니아, 유고슬라비아와 맞닿고 있는 일부 지역에 대한 영토권을 확보하기도 했다. 그러나 2차 세계대전 이후 이러한 영토를 모두 잃었다. 바다는 없으며, 내륙국이다.
헝가리 국토는 카르파티아 산맥의 기슭에 넓게 펼쳐진 카르파티아 분지의 가운데 평야 부분으로 이루어진다. 헝가리 평원 또는 헝가리 분지라고도 불리는 국토의 중심은 중앙을 흐르는 도나우강에 의해 거의 양분되어 있다. 동쪽에는 큰 지류인 티서강(티사강)도 흐르고 있다. 국토의 서부에도 유럽에서도 손꼽히는 큰 호수인 발라톤호가 있다. 또한 3각지에 온천이 용출되어 공중 욕탕이 오래 전부터 건설, 이용되어 왔다. 유럽 유수의 온천 대국이어서, 많은 관광객이 온천을 목적으로 몰려든다.

### 기후
기후는 전반적으로 대륙성 기후에 속하여 비교적 온화하고 사계절도 있다. 중앙유럽의 해양성 기후와 러시아 남부의 스텝기후와의 접점(接點)에 있다. 위도가 비교적 높고, 겨울은 춥지만 지중해로부터 해양성기후의 영향을 받아, 겨울에도 습윤하고 흐린 경향이 있다. 최저 기온인 1월은 평균 영하 1℃이며 심한 경우 영하 20℃까지 내려가는 경우가 있으며, 최고인 7월은 22℃이다. 연간 평균 기온은 10℃ 전후이다. 연강수량은 500∼700mm로 서부에 약간 많고, 활엽수가 무성한데, 동부에는 초지가 많다.

## 정치
헝가리는 의원내각제라는 요소를 가미한 대통령제를 실시한다. 대통령은 임기 5년으로 의회에 의해 선출되며, 수상을 임명하는 등 의례적인 직무를 수행하는 국가 원수이다. 자신이 각료를 선택해서 행정을 행한다. 총리는 4년에 한번씩 총선을 통해 뽑으며 헝가리의 실질적 국정을 운영한다. 가장 최근의 선거는 2018년에 치러졌으며, 현재 총리는 오르반 빅토르이다. 폴란드와 달리 점진적 개혁정책을 수행, 중앙유럽에서 가장 안정적인 민주화과정을 밟고 있다. 대통령의 임기는 의회가 5년마다 선출한다. 총리를 임명하거나, 의회 선거의 날짜를 잡는 것은 대통령의 몫이다. 입법부인 국민의회(Országgyűlés)는 일원제이며, 민선이고 임기 4년이다. 정원은 386명이다. 국민의회는 국가의 최고권위기관이고, 모든 법은 국민의회를 거치지 않고는 성립되지 않는다. 순수한 사법권을 행사하는 최고재판소와는 별도로 헌법재판소가 존재하여, 법률의 합헌성을 심사하고 있다.

### 주요 정당
- 피데스(FIDESZ)-자유보수주의 정당. 199석 중 118석.
- 요비크(Jobbik)-우익 정당. 2010년 총선에서 처음으로 의회에 진출했고, 2018년 총선에서 26석을 얻어 2당이 됨. 신나치주의 정당이라는 의혹이 있음.
- 헝가리 사회당(MSZP)-좌익 민주사회주의 정당. 헝가리 사회노동당의 후신으로 설립됨. 199석중 15석. 사회민주진보동맹 소속.
- 기독교민주인민당(KDNP)-기독교민주주의 정당. 현재 피데스와 연합을 맺고 있음. 199석 중 16석으로, 제 3당임.
- 민주연합(DK)-사회민주주의 정당. 전 총리였던 주르차니 페렌츠가 헝가리 사회당을 탈당해 창당함. 199석 중 9석.
- 또 다른 정치(LMP)-생태사회주의 정당. 2010년 이후 당세가 급격히 커짐. 199석 중 7석.
- 자유당(MLP)-사회민주주의 정당. 2016년 헝가리 이민자 쿼터제 국민투표에서 유이하게 찬성표를 던짐. 199석 중 1석.
- 헝가리 두 개의 꼬리가 있는 강아지의 당-장난 정당. 정치인들을 놀리겠다는 취지로 창당됨. 199석 중 0석.

2002년 4월 총선에서는 사회당-자유민주연합 중심의 좌익정당이 청년민주동맹-민주포럼 중심의 우익정당에 승리해 재집권에 성공했다.
2010년 총선에서 피데스가 압승을 거둔 뒤 쭉 오르반 빅토르가 집권해왔다. 2018년 총선에서 피데스-기독교민주인민당 연합이 199석 중 138석을, 요비크가 26석을 차지해 EU의 우려를 사기도 했다.

### 행정 구역
헝가리는 43개의 지방 행정 구역으로 구분된다. 그중 19개는 주(州)로 번역될 수 있는 메제(megye)고 23개는 메제와 동격의 도시주(都市州, megyei város)다. 또한 수도 부다페스트(Budapest, 부더페슈트)는 시는 어디에도 소속되지 않는 독립된 수도다. 부다페스트는 1873년에 부다(Buda, 부더)와 페스트(Pest, 페슈트)가 합병되면서 정해진 이름이다. 농업 지역에 위치하고 오랜 전통을 자랑하는 대학과 19세기 독립 혁명에 연유하는 교회가 있는 데브레첸(Debrecen)에도 공업화가 급속히 진행되고 있다. 북부의 미슈콜츠(Miskolc)는 제철·금속공업으로 알려져 있고, 남부의 세게드(Seged)과 터키적 영향이 강한 소도시 페치(Pécs)도 공업 중심지가 되어 가고 있다.

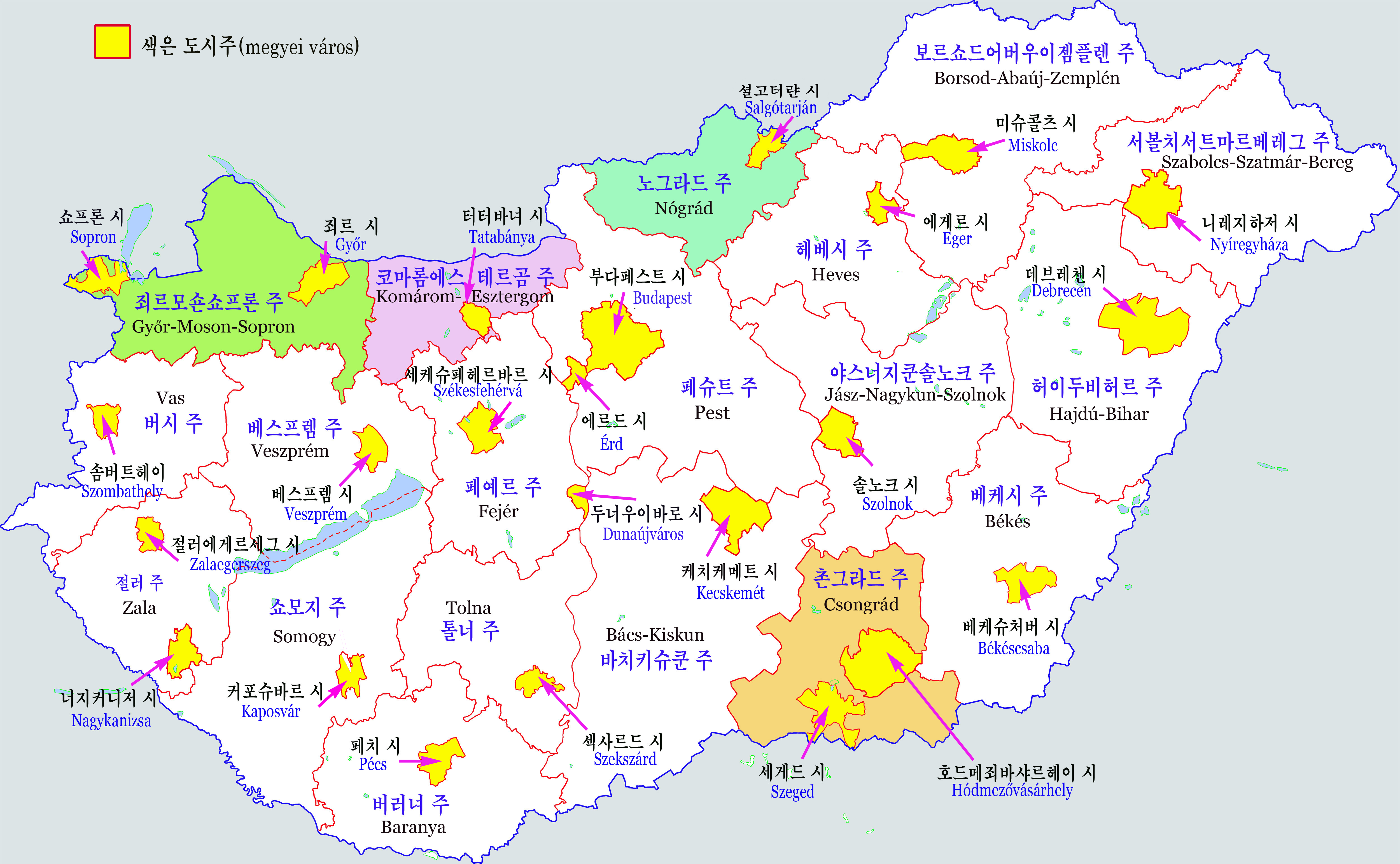
헝가리의 행정 구역

메제 및 도시주(都市州, megyei város)를 열거하면 다음과 같다.
- 서부

버시주 (Vas megye) - 솜버트헤이 (Szombathely)
절러주 (Zala megye) - 절러에게르세그 (Zalaegerszeg)
쇼모지주 (Somogy megye) - 커포슈바르 (Kaposvár)
베스프렘주 (Veszprém megye) - 베스프렘 (Veszprém)
죄르모숀쇼프론주 (Győr-Moson-Sopron megye) - 죄르 (Győr)
- 중앙

코마롬에스테르곰주 (Komárom-Esztergom megye) - 터터바녀 (Tatabánya)
페예르주 (Fejér megye) - 세케슈페헤르바르 (Székesfehérvár)
페슈트주 (Pest megye) - 부다페스트 (Budapest)
노그라드주 (Nógrád megye) - 셜고터랸 (Salgótarján)
- 남부

톨너주 (Tolna megye) - 섹사르드 (Szekszárd)
버러녀주 (Baranya megye) - 페치 (Pécs)
바치키슈쿤주 (Bács-Kiskun megye) - 케치케메트 (Kecskemét)
촌그라드처나드주 (Csongrád-Csanád megye) - 세게드 (Szeged)
베케시주 (Békés megye) - 베케슈처버 (Békéscsaba)
- 동부

헤베시주 (Heves megye) - 에게르 (Eger)
허이두비허르주 (Hajdú-Bihar megye) - 데브레첸 (Debrecen)
야스너지쿤솔노크주 (Jász-Nagykun-Szolnok megye) - 솔노크 (Szolnok)
서볼치서트마르베레그주 (Szabolcs-Szatmár-Bereg megye) - 니레지하저 (Nyíregyháza)
보르쇼드어버우이젬플렌주 (Borsod-Abaúj-Zemplén megye) - 미슈콜츠 (Miskolc)
- 그 외의 도시주

에르드 (Érd, 페슈트주)
두너우이바로시 (Dunaújváros, 페예르주)
호드메죄바샤르헤이 (Hódmezővásárhely, 촌그라드처나드주)
너지커니저 (Nagykanizsa, 절러주)
쇼프론 (Sopron, 죄르모숀쇼프론주)

### 군사
현재의 국군은, 육군 및 공군의 2군 체제이다. 1999년에 북대서양 조약 기구에 가입하고, 서유럽 여러나라와 집단안전보장 체제를 갖추었다. 군의 역사는 길다. 제1차 세계 대전 당시에는 오스트리아-헝가리 제국으로서 동맹국 군의 일원이었다. 전후의 독립 헝가리는 1920년의 트리아농 조약에 의해 병력을 일부 제한 받게 된다. 그에 대한 반발로 제2차 세계 대전 당시에 다시 추축국으로 참전하여, 동부 전선에도 병력을 내보냈다. 1945년에는 소련군이 점령하여, 냉전시에는 공산권국가로서, 바르샤바 조약 기구에 가입하였다.

## 경제

### 거시경제
제2차 세계대전 이전의 헝가리 경제는 농업과 소규모 공업을 위주로 하였으나, 전후 산업국으로 탈바꿈하였다. 1950년대 초 공산정부는 자급자족의 경제를 위해 산업화에 주력하였고, 주 관할의 공장과 농장을 만들었다. 그러나 이로 인하여 중공업에 치중한 결과 경공업이 경시되어 소비재 부족이 심화되고, 농업 생산성이 떨어지는 등 경제의 불균형 현상이 심각해졌다. 이러한 문제점을 타개하기 위해 1968년, 공산주의 혼합경제발전을 목표로 한 대폭적인 경제 개혁이 시행되었다. 서방과의 무역을 확대하고 시장에 일부 제한된 자유를 허용하는 새로운 경제 개혁을 전개하였고, 초반에는 어느 정도 성과를 거두어, 공업 생산량이 크게 늘어났으며, 중앙유럽 공산국가 중에서는 소비재가 풍부한 나라로 알려지게 되었다. 그러나 1970년대 이후 1990년대 초에 이르기까지 외채가 급격히 증가하여, 1993년에는 150억달러에 이르렀다. 경제 성장률도 1970년대에는 높은 수준을 유지했으나, 1980년대 들어 침체를 면치 못했다. 1982년 소규모 사기업 승인, 1986년 파산법 시행 등 일련의 경제개혁조치를 단행하였으며 1989년 사기업육성과 외국인에 대한 투자규제완화 등의 신회사법을 제정하였다. 이로 인해 외국 직접투자호조 및 관광수지 흑자를 보고 있다. 이런 가운데 1980년대에 자유민주화의 물결이 거세지면서, 자유민주주의 체제의 도입 필요성도 커졌으며, 1990년 공식적으로 체제를 전환하였다. 헝가리는 1989년의 체제전환 이래, 외국자본을 받아들여 적극적으로 경제 개방을 진행하였다. 그 결과, 1997년 이후 연간 4% 이상의 고성장을 계속함과 함께, 2004년에는 경제의 민간부문이 국내총생산의 80%를 차지하고, "구 동구권의 우등생"이라고 불릴 정도가 되었다. 또한 2004년의 유럽연합 가입은 당시의 헝가리 경제에 순풍이 되었다.
자유민주주의 체제 도입 초기인 1990년대 초반에는 혼란과 인플레이션, 무역 구조의 변화 등으로 경제성장률은 마이너스를 기록하였다. 그러나 1994년 이후 안정기에 접어들어었으며, 1996년에는 OECD에 가입하였다. 1996년 이후 국영기업의 민영화 및 중소기업 육성에 노력하고 있다. 1990년대 후반 세계를 강타한 금융위기에도 별 영향을 받지 않고 안정적인 성장세를 보였다. 2000년대 들어 헝가리 경제는 5% 이상의 높은 성장률을 보였고, 2004년에는 유럽 연합(EU)에 가입하였다. 그러나 유럽 연합 가입 이후 침체기에 접어들어, 이후 연 1%대 성장에 머물고 있으며, 인플레이션도 심해지고 있다. 인플레이션과 실업률의 증가로 빈부의 격차가 커지고, 이것은 일상화된 사회문제가 되었다. 또한 거액의 재정적자도 중요한 과제이다. 최근 다소 침체기에 들었으나, 헝가리는 중앙유럽의 체제 전환국 중에서는 안정적인 성장을 나타냈으며, 국민소득도 높은 편이다. 현 정권이 목표로 하는 유로화 도입에의 전망은 보이지 않는다.

### 농업
농업에서는 단고추가 명산품이고, 헝가리 요리에도 흔히 사용된다. 거위의 사육도 번성하여, 도나우강 서안(두난툴(Dunántúl) 지방)이 주산지이다. 헝가리산 푸아그라도 많이 수출되고 있다.

### 광업
헝가리의 광업은, 무연탄으로 이용가능한 아탄과 보크사이트가 중요 핵심이 되고 있다. 자원으로는 세계 시장 점유율 1.5%를 차지하는 아탄(1391만톤, 2002년), 석유(107만톤), 천연가스(11.5경줄)를 채굴한다. 유력한 탄전은 남동부 베치 근교, 부다페스트에서 서쪽으로 50km에 위치한 타타바니아 근교의 2 곳에 펼쳐져 있다. 유전은 중앙남부의 세게드 근교와 슬로베니아, 크로아티아 국경에 접하는 위치에 있다. 금속광물자원으로는 보크사이트(100만톤)가 유력하다. 벌러톤호 북안부터 부다페스트로 향하는 북동쪽으로 이어지는 산지를 따라서 채굴되고 있다. 그러나, 채굴량은 감소 경향에 있다. (1991년에는 203.7만 톤이 채굴되었다.) 그 밖에도, 소규모이긴 하나 망간과 우라늄도 채굴되고 있다.

### 공업
제2차 세계 대전 전의 헝가리는 비옥한 토양과 계획적인 관개시설비에 의한 농업국이었다. 그렇기 때문에 식품공업을 중심으로 한 경공업이 번성하였다. 제2차 세계 대전 후, 공산주의의 계획경제에 의해 중공업화가 진행되었다. 특히, 차량 생산, 일반 기계가 우선되어 화학공업, 약품공업이 그 다음이었다. 그러나, 유기광물자원과 보크사이트를 제외하면, 공업원 재료 쪽은 혜택을 받지 못하여, 수입원재료를 가공하여, 수출하는 형태를 취하였다. 1970년대에는 공업을 중심으로 한 무역이 국민소득의 40%를 점할 정도로 성장하였다.
공산주의 체제에서 자유 민주주의 체제로 전환 후, 1990년대 초에는 화학공업의 비중이 점차 낮아지는 경향을 보였다. 2003년 시점에는 전 산업에서 차지하는 공업의 비율은 점차 높아져, 수출액의 86.8%를 공업제품이 차지하기에 이르렀다. 한편, 무역의존도는 수출 54.5%, 수입 59.2%까지 높아졌다. 품목별로는 기계공업이 다시 번성하게 되었고, 수출에서 차지하는 비율은 전기기계 36.1%, 기계류 16.2%, 자동차 8.2%이다. 세계의 시장에서 차지하는 비율이 높은 공업제품은 와인(1.7%, 49만톤), 질산(1.5%, 31만톤)이다. 전통적인 산업으로는 주류 제조업이 강하다. 특히 와인이 유명한데, 부르겐란트(독일어: Burgenland), 쇼프론(Sopron), 비츠라니 등 유명한 산지가 있으나, 그 중에서도 토커이(Tokaj)의 토커이 와인은 "와인의 왕"이라 불린다.

### 서비스업
부다페스트는 서유럽에서 발칸방면으로 달리는 육상 국제선의 통과지로 도로 총연장은 8만 7,000km, 포장률이 97%이며 철도는 총연장 8,190km이다. 헝가리의 국제공항은 부다페스트에 있는 리스트 페렌츠 국제공항(옛 명칭: 페리헤지 국제공항)뿐이므로 항공편으로 헝가리에 입국할 때는 모두 이 공항에 도착한다. 리스트 페렌츠 국제공항에는 두 개의 터미널이 있는데, 제1터미널은 1998년에 화물운송기나 전세기편 전용터미널로 지정되어, 일반 여객은 이용하지 않는다. 여객용으로 사용하는 제2터미널은 부다페스트의 중심부에서 약 24 km 남동쪽에 위치한다. 제2터미널은 2A, 2B로 나뉘어 있으며, 2A는 말레브 헝가리 항공의 전용터미널, 2B는 그 이외의 모든 항공기가 이착륙한다. 터미널 2A와 2B는 인접한데다 내부도 연결되어 있어 만약 착오를 하더라도 간단히 이동할 수 있다. :615
헝가리의 통화는 포린트(Forint, Ft)이다. 예전에는 보조통화로 피렐(1Ft=100피렐)이 있었지만, 지금은 이자 등 계산상으로만 사용하는 정도이다.:599
은행은 월요일부터 목요일까지는 8시부터 15시까지, 금요일은 8시부터 13시까지 연다. 우체국은 월요일부터 금요일까지 8시부터 18시까지 연다. 주요 기차역에 있는 우체국은 24시간 영업한다.

## 사회

### 민족
이 나라의 거의 대부분의 민족은 우랄족의 후예인 헝가리인이 거의 대부분이며, 언어도 슬라브어군이나 게르만어군, 로망스어군도 아닌 우랄어족의 언어인, 헝가리어를 거의 대부분 사용한다. 또한, 집시라고 불리는 로마인이 5.3%를 차지한다. 기타 민족(독일인, 루마니아인, 튀르키예인, 슬라브계의 슬로바키아인, 세르비아인, 슬로베니아인, 우크라이나인, 크로아티아인, 유대인)도 거주한다. 부다페스트에는 화교도 거주한다.
헝가리와 그 주변은, 매우 독특한 문화를 가졌던 다양한 민족이 거주하였던 것으로 19세기 이래 잘 알려져 있다. 2000년 현재 인구의 84.4%가의 헝가리어를 사용하는 헝가리인(마자르인)이다. 헝가리공화국의 국민의 92.7%가 헝가리인(마자르인)이다. 마자르인은 핀우그리아어파의 헝가리어를 모어로 하고, 우랄 산맥 방면에서 이주해 온 민족이다. 마자르인의 인명은, 정식으로 표기하는 경우 성이 이름의 앞에 놓인다.
헝가리인은 구 헝가리 왕국령에 넒게 퍼져 거주하고 있었기 때문에, 세르비아의 보이보디나, 크로아티아 북부, 슬로바키아 남부, 루마니아의 트란실바니아 등에도 꽤 많은 헝가리인 인구가 남아있다. 또한 헝가리인 중에는 몰다비아의 찬고(Csángó), 트란실바니아의 세케이(Székely)인과, 헝가리 공화국 영내의 야스(Jász)인, 마쵸, 쿤(Kun), 팔로츠(Palóc) 등의 개성적인 문화를 가진 서브 그룹이 알려져 있다. 야스인은 알라니족의 후예, 쿤인은 쿠만인의 후예라고 하는 것이 알려져 있고 이러한 다양한 출신을 가지고 헝가리 왕국에 이주하여 헝가리에 부분적으로 동화되어 있는 사람들이 있다.
그 밖의 민족으로는 통계적으로 의미가 있는 인구를 가지는 로마인(집시)과 독일인이 거주한다. 헝가리의 집시는 개성적인 민족문화로 알려져 있다. 헝가리 과학 아카데미의 추계로는 인구 약 1천만명 중에서 약 60만명이 집시이다. 또한 독일인은 동방식민운동의 일환으로 헝가리 왕국으로 이전해 온 사람들의 자손으로, 트란실바니아의 사스인(작센인)(→루마니아 독일인)과 슬로바키아의 칩스(독일어: Zips) 독일인과 같이 헝가리 왕국 가운데 독자적인 민족공동체를 이룩한 사람들도 있다.
그 밖에도, 루테니아인(우크라이나인), 체코인, 크로아티아인, 루마니아인 등도 있으나, 모두 소수에 지나지 않는다. 제2차 세계 대전 이전에는 유대인 인구도 상당히 많은 수에 이르렀으나, 제2차 세계 대전 중의 박해 등으로 미국이나 이스라엘로 이주하여 간 사람이 많다.
헝가리인이 황색 인종이라고 하는 설은 아시아 및 아시아인의 정의가 애매한 것과 또한 과거의 인종분류의 정의가 현재와는 다소 다르다는 것에서 비롯된 오류라고 말할 수 있다. 근년의 DNA 분석에 의하면 헝가리인은 코카소이드(Caucasoid, 백인)으로 분류되나, 아주 작게도 몽골로이드(황색 인종) 특유의 아세트알데히드 탈수소 효소 D형이 검출되고 있는 것은, 몽골로이드와의 혼혈에 의해 유전자의 유입이 있었던 것으로 생각된다. 문화적으로 보면, 마자르족은 아시아의 문화와 유럽의 문화가 뒤섞여 있는 문화를 보유하고 있다.

### 인구

FAO가 발표한 헝가리 인구 변화(천 명 단위)

이 나라는 다른 중앙유럽 나라들 거의 대부분과 사실상 마찬가지로 인구가 감소하는 추세에 있다. 2006년 Eurostat 추산에 따르면, 이 나라의 組(조) 출산율은 천 명당 9.6명, 사망률은 천 명당 13.5명, 합계출산율은 2005년 기준으로 천 명당 1.28명이다. 2014년 10월 22일 기준으로 헝가리 인구는 9,933,173명이다.

### 언어
공용어는 헝가리어다. 소수민족의 거의 대부분도 헝가리어를 말하여, 헝가리어 인구는 98%에 이른다. 지식인들은 러시아어, 영어, 독일어를 구사하며, 거의 대부분의 사람들은 국가의 공용어인 헝가리어를 사용한다. 독일어, 영어는 소수가 사용하며, 제2언어 등으로 사용한다.
또 헝가리는 프랑스어 사용국 기구(프랑코포니)의 참관국이다. 이것은 언어적으로는 영어로의, 경제적으로는 독일로의 급속한 편입을 막기 위한 측면도 있다. 영어는 상용어나 제2언어 등으로 구사자가 소수 사용한다.

### 교육
헝가리의 교육은 대부분 교육부가 운영하는 공공 교육이다. 유치원 교육은 의무적이며, 3세에서 6세 사이의 모든 아이들에게 제공되고, 그 이후 학교 출석 또한 16세까지 의무화된다. 초등 교육은 보통 8년간 지속된다. 중등교육은 다른 학문적 수준에 초점을 맞춘 세 가지 전통적인 형태의 학교를 포함한다: 체육관은 가장 재능 있는 아이들을 등록시키고 대학 공부를 위해 학생들을 준비시킨다; 중급 학생들을 위한 중등 직업 학교는 4년 동안 지속되며, 기술 학교는 학생들을 직업 교육과 학업을 위해 준비시킨다. 이 시스템은 부분적으로 유연하고 다리가 존재하며, 직업 학교 졸업생들은 예를 들어 직업 고등 교육을 받을 수 있는 2년 프로그램을 달성할 수 있다. 국제 수학 및 과학 연구 동향(TIMSS)은 헝가리의 13-14세 학생들을 수학과 과학 분야에서 세계 최고 수준 중 하나로 평가했다.
헝가리 대학의 대부분은 공공기관이고 학생들은 전통적으로 수업료를 내지 않고 공부한다. 대학의 일반적인 요건은 마투라이다. 헝가리 공립 고등 교육 시스템은 대학교와 기타 고등 교육 기관을 포함하며, 교육 커리큘럼과 관련 학위를 박사 학위까지 제공하고 연구 활동에도 기여한다. 학생들의 건강보험은 학업이 끝날 때까지 무료이다. 영어와 독일어는 헝가리 고등교육에서 중요하며, 매년 수천 명의 교환학생들을 끌어들이는 이 언어들로 가르쳐지는 많은 학위 프로그램들이 있다. 헝가리의 고등교육과 훈련은 2014 국제 경쟁력 보고서에서 148개국 중 44위를 차지했다.
헝가리는 이미 확립된 지식경제의 존재를 반영하는 고등교육의 오랜 전통을 가지고 있다. 헝가리에 설립된 대학들은 세계에서 가장 오래된 대학들 중 일부를 포함하고 있으며, 첫 번째 대학은 1367년에 설립된 페치 대학으로 여전히 운영되고 있다. 그러나, 1276년에 베스프렘 대학은 피터 차크의 군대에 의해 파괴되었지만, 재건되지는 않았다. 지기스문트는 1395년에 오부다 대학을 설립했다. 또다른 Universitas Istropolitana는 Mattias Corvinus에 의해 포즈소니에 1465년에 설립되었다. 나기좀바트 대학교는 1635년에 설립되었고 1777년에 부다로 옮겨졌고 오늘날 외트뵈스 로란드 대학교라고 불린다. 세계 최초의 공과대학은 1735년 헝가리 왕국의 셀메치바냐에 설립되었으며, 그 법적 후계자는 미스콜치 대학이다. 부다페스트 공과경제대학교는 대학교 등급과 구조를 갖춘 세계에서 가장 오래된 기술대학교로 여겨지고 있으며, 그것의 법적 전신인 기하학-수력공학연구소는 1782년 황제 요제프 2세에 의해 설립되었다.
헝가리는 1959년까지 총 336개의 메달로 국제 수학 올림피아드에서 역대 메달 순위에서 4위(루마니아, 중국, 미국, 러시아에 이어)를 차지하고 있다.

### 보건
헝가리는 주로 정부 의료보험에 의해 재정지원을 받는 보편적 의료 시스템을 유지하고 있다. OECD에 따르면, 인구의 100%가 어린이, 학생, 연금수급자, 무소득자, 장애인, 교회 종사자들에게 절대적으로 무료인 보편적 건강보험으로 보장된다. 헝가리는 GDP의 7.2%를 의료에 지출하고 있으며, 1인당 2,045달러를 지출하고 있으며, 이 중 1,365달러를 정부가 지원하고 있다.
헝가리는 유럽에서 의료 관광의 주요 목적지 중 하나이며, 특히 치과 관광에서 헝가리는 유럽의 점유율이 42%, 전 세계 21%이다. 성형수술도 주요 분야로, 고객의 30%가 해외에서 온다. 헝가리는 스파 문화로 잘 알려져 있고 "스파 관광"을 유치하는 많은 약용 스파의 본고장이다.
선진국과 마찬가지로 심혈관 질환은 2013년 전체 사망자의 49.4%(62,979명)를 차지하며 사망률의 주요 원인이다. 그러나 이 숫자는 1985년 79,355명으로 정점에 달했고 공산주의 붕괴 이후 지속적으로 감소하고 있다. 사망원인 2위는 암으로 3만3274명(26.2%)으로 1990년대 이후 정체돼 있다. 사고로 인한 사망자는 1990년 8760명에서 2013년 3654명으로 감소했고, 자살자는 1983년 4911명에서 2013년 2093명(인구 10만명당 21.1명)으로 급감해 1956년 이후 최저치를 기록했다. 헝가리의 서부와 동부 지역 사이에는 상당한 건강 격차가 있다. 심장병, 고혈압, 뇌졸중 및 자살은 동부의 대부분 농업 및 무소득 대평원 지역에서 만연하지만 서부 트란스다누비아와 중부 헝가리의 고소득 유산층 지역에서는 가장 희귀하다.
흡연은 비록 급격한 감소 추세이긴 하지만 이 나라의 주요 사망 원인이다. 성인 흡연자의 비율은 모든 실내 공공장소에서의 전국적인 흡연 금지와 국가가 관리하는 "국가 담배 가게"로의 담배 판매 제한과 같은 엄격한 규제로 인해 2012년의 28%에서 2013년에는 19%로 감소했다.
헝가리는 인구 10만명당 1.3명으로 세계에서 17번째로 안전한 국가이다.

## 문화
20세기 헝가리에는 헝가리의 전통적 문화를 바탕으로 외래문화를 수용한 거물들이 있었다. 죄르지 리게티, 코다이 졸탄, 버르토크 벨러 등이다. 이 사람들의 민족적 전통의 창조적인 개발사상은 서로 연관을 갖는다.

### 종교
2011년 기준으로 종교 분포는 다음과 같다.
- 전체: 10,198,315명 (100%)
  - 가톨릭교회: 5,558,901명 (54.5%)
    - 로마 가톨릭교회: 5,289,521명 (51.9%)
    - 동방 가톨릭교회: 268,935명 (2.6%)

  - 개신교회: 1,985,576명 (19.5%)
  - 동방정교회: 15,298명 (0.1%)
  - 기타 기독교: 24,340명 (0.2%)
  - 유대교: 12,871명 (0.1%)
  - 기타 종교: 13,537명 (0.1%)
  - 모든 종교: 7,610,553명 (74.6%)
  - 무교: 1,483,369 (14.5%)
  - 응답을 원치 않음: 1,034,767명 (10.1%)
  - 잘 알 수 없음: 69,566명 (0.7%)

### 휴일
헝가리에서는 공휴일이 화요일이나 목요일이면 그 사이의 월요일이나 금요일도 휴일로 만들고 직전 주 토요일을 평일로 하는 일종의 대체평일제가 시행되고 있다.

### 음식
세계적으로 유명한  Goulash 등의 전통 요리는 헝가리 요리에서 두드러지게 나타난다. 요리는 헝가리의 혁신이라고 불리는 파프리카(고추)로 양념을 하는 경우가 종종 있다. 특별한 종류의 고추에서 얻을 수 있는 파프리카 파우더는 전형적인 헝가리 요리에 사용되는 가장 일반적인 향신료 중 하나이다. tejföl 라는 진하고 무거운 헝가리 사워 크림은 요리의 맛을 완화하기 위해 자주 사용된다. Fisherman's soup or halászlé라는 유명한 헝가리의 뜨거운 민물고기 스프는 일반적으로 여러 가지 데친 생선을 섞어 만든다.
다른 요리는 닭고기 파프리카, 잇슈 거위 간으로 만든 foie gras , pörkölt stew, vadas(야채 육수와 만두 스튜), 아몬드 송어와 túrós csusza 같은 짜고 달콤한 만두 (신선한 쿼크 치즈와 짙은 사워 크림 만두)이다. 디저트는 상징적인 Dobos Cake, 사과, 체리, 양귀비 종자 또는 치즈로 채워진strudels (rétes), Gundel pancake, 자두 만두 (szilvás gombóc), somlói dumpling, 차가운 새콤한 체리 수프와 달콤한 밤 퓌레로 만든 디저트 스프, gesztenyepüré (조리한 밤을 설탕과 럼에 으깬 부스러기로 나누어 휘핑 크림으로 토핑한 요리).  Perec and kifli 널리 인기있는 빵이다.
Csárda는 헝가리 여관의 가장 특징적인 유형에서 전통 요리와 음료를 제공하는 오래된 스타일의 주점이다. Borozó 일반적으로 아늑한 전통적인 와인 선술집을 의미하고 pince는 맥주 또는 와인셀러이고 söröző는 생맥주와 때로는 식사를 제공하는 술집이다. bisztró는 셀프 서비스가 가능한 저렴한 레스토랑이다. Büfé는 카운터에 서서 식사를 해야 할지도 모르지만 가장 싼 곳이다. 과자, 케이크, 커피는 cukrászda라는 과자점에서 제공되고 eszpresszó는 카페이다.

### 온천
헝가리는 온천수의 나라로 잘 알려져 있다. 스파 문화에 대한 열정은 헝가리 역사와 처음부터 연결되어 있다. 헝가리 스파에는 로마, 그리스, 터키 및 북부 국가 건축 요소가 혼재되어 있다.
지리적으로 유리한 위치에 있기 때문에 헝가리 영토에서는 80 % 이상으로 양질의 온천수를 많이 찾을 수 있다. 헝가리에는 약 1,500개의 온천, 수도권에만 100개 이상이 있다. 목욕탕은 약 450개이다.
로마인들은 헝가리 온천의 첫 번째 시대를 알렸다. 로마인들의 목욕탕의 잔해는 Óbuda에서 아직도 찾아볼 수 있다. 터키의 침략 시기에 온천 문화가 부활했고 부다페스트의 온천은 많은 목욕탕 건설에 사용되었으며, 그 중 일부(Király Baths, Rudas Baths)는 현재도 작동하고 있다.
19세기, 깊은 학문에 대한 연구와 의학의 발전은 목욕 문화를 한층 더 도약하기 위한 출발점이 되었다.  Gellért Baths, Lukács Baths, Margaret Island, and Széchenyi Medicinal Bath 등 큰 규모의 온천의 인기는 온천 문화의 부활을 반영하고 있다. 세체니 온천은 유럽 최대의 온천 시설이고 부다페스트의 페스트 지역에 세워진 최초의 온천이었다. 이 건물은 현대의 르네상스 양식의 유명한 예시이다. 부다페스트의 부다 지역에 위치한 Gellért 온천은 수도에서 가장 유명하고 화려한 온천 시설이다.

### 음악
헝가리는 세계적 음악가인 프란츠 리스트를 초대 교장으로 한 세계적 명성의 리스트 아카데미와 국립 오페라극장과 국립 필하모니아합창단 등 각종 대형공연장을 29개소나 지닌 음악적으로 뛰어난 국가다. 벨라 바르톡(Bela Bartok)과 졸탄 코다이(Zoltán Kodály) 등 뛰어난 작곡가들을 배출하였으며 이들은 헝가리 국민음악의 건설자다. 뛰어난 악기 연주자들도 많이 배출하였는데 바이올리니스트인 제노 후바이(Jeno Hubay), 피아니스트 E.도흐나니, L.크라우시 등이 널리 알려져 있다. 헝가리의 음악은 대개 집시음악에 뿌리를 두고 있으며 느림과 빠름, 슬픔과 기쁨, 열정을 동시에 지니고 있어 삶의 애환을 모두 지녔다고 평가되고 있다.

#### 차르다시(Csárdás)
차르다시(Csárdás)는 헝가리의 전통적, 민속적, 국민적인 음악과 무용을 나타내는 말이다. 19세기 초엽쯤 생겨난 차르다시는 본래 집시들의 음악과 무용이였으며 경기병이 집시악단의 반주에 맞추어 반주로 춤을 춘 베르분코시(verbunkos)라는 무용에서 파생된 것이라고 한다. 4분의 4박자 또는 4분의 2박자로 구성되어 있다. 처음 도입부인 라시(lassú)는 느리고 우아한 동작으로 이루어져 있으며 빠른 주부인 프리시(friss)는 속도가 빠르고 야성적이며 강렬한 동작들로 이루어진다. 특히 주부에서는 강렬한 당긴음과 리듬이 특징이다. 리스트의 《헝가리 광시곡》 제2번이 그 전형적인 예며, 들리브의 무용모음곡 《코펠리아》에도 차르다시가 도입되어 있다. 헝가리에서는 19세기 중엽부터 음악상의 국민주의운동이 대두되어 이 운동과 더불어 차르다시는 유럽 각지에 전파되었다. 이탈리아의 작곡가인 비트리오 몬티(Vittrorio Monti)의 차르다시는 수많은 바이올린 연주자들 사이에서 연주되고 있다.

건축
헝가리는 1859년 3,000명을 수용할 수 있는 무어 부흥 양식으로 지어진 유럽에서 가장 큰 시나고그(대 시나고그)의 본거지이며, 1913년 현대 르네상스 양식으로 완공되었으며, 헝가리에서 가장 큰 건물인 부다페스트 시 공원에 위치해 있다. 길이(국회의사당)는 유럽에서 가장 큰 바실리카 중 하나(에스테르곰 대성당), 세계에서 두 번째로 큰 영토 수도원(판논할마 아르차비), 이탈리아 외곽에서 가장 큰 초기 기독교 네크로폴리스(페크)이다.
헝가리의 주목할 만한 건축 양식은 역사주의와 아르누보, 또는 아르누보의 변형들을 포함한다. 역사주의와는 대조적으로, 헝가리 아르누보는 국가 건축적 특성에 기반을 두고 있다. 헝가리인들의 동쪽 기원을 고려하여, 헝가리 아르누보에서 가장 중요한 인물인 외돈 레치너 (1845–1914)는 처음에는 인도와 시리아 건축에서 영감을 받았고, 나중에는 전통적인 헝가리 장식 디자인에 의해 영감을 받았다. 이런 식으로, 그는 건축 양식의 독창적인 종합을 창조했다. 그것들을 3차원 건축 요소에 적용함으로써, 그는 헝가리에 특유한 아르누보의 버전을 만들었다.
레치너의 방식에서 벗어나, 그의 접근 방식에서 영감을 얻어, 카롤리 코스와 데쇠 주메츠키를 포함한 "젊은 사람들" (피아탈록)은 같은 목적을 달성하기 위해 전통적인 헝가리 건축의 특징적인 구조와 형태를 사용했다.
두 가지 주요 스타일 외에도 부다페스트에는 다른 유럽 국가들에서 유래된 트렌드의 현지 버전도 전시되어 있다. 비엔나에서 온 세지션, 독일 유겐스틸, 벨기에와 프랑스에서 온 아르누보, 그리고 영국과 핀란드 건축의 영향 모두 20세기 초에 지어진 건물들에 반영되어 있다. 벨라 라히타는 처음에 레치너의 양식을 채택했고, 그 후 영국과 핀란드의 경향에서 영감을 얻었다. 이집트 양식에 대한 관심을 발전시킨 후, 그는 마침내 현대 건축에 도달했다. 알라다르 아르카이도 거의 같은 길을 택했다. 이스반 메디아자이는 레치네르와 다른 자신만의 스타일을 개발했는데, 콘크리트에 장식적인 디자인을 만들기 위해 전통적인 모티브를 사용했다. 응용 미술 분야에서, 아르누보의 확산을 촉진하는 주된 책임이 있는 사람들은 1896년에 문을 연 학교와 장식 미술 박물관이었다.
외국인들은 의외로 시민의 상당 부분이 낡고 건축적으로 가치가 있는 건물에서 살고 있다는 것을 발견했다. 부다페스트 시내의 거의 모든 건물들은 두꺼운 벽, 높은 천장, 그리고 앞 벽에 모티브가 있는 약 100년 된 건물들이다.

문학
초기 헝가리어는 룬 문자처럼 쓰여졌다.(비록 현대 해석에서 문학적인 목적으로 쓰이지 않았다.) 이 나라는 헝가리의 스테판 1세 (1000–1038) 치세에 기독교화된 후 라틴 문자로 바뀌었다.
헝가리어로 쓰여진 가장 오래된 기록은 티하니 수도원의 설립헌장 (1055년)의 파편이며, 그 중에는 "페루아루 rea meneh hodu rea"라는 헝가리어 용어가 포함되어 있다. 나머지 문서들은 라틴어로 쓰여졌다.
헝가리어로 남아있는 가장 오래된 완전한 본문은 라틴 설교를 번역한 장례 설교와 기도 (Halotti beszéd és könyörgés)이다.
헝가리어로 남아있는 가장 오래된 시는 13세기 라틴어로 번역된 마리아의 옛 헝가리 연민가 (Omagyar Mária-siralom). 그것은 또한 현존하는 가장 오래된 우랄어 시이기도 하다.
헝가리 역사에 관한 최초의 연대기 중에는 보통 익노무스라고 불리는 무명의 저자가 쓴 헝가로룸 게스타 ("헝가리인의 신")와 케자이 시몬이 쓴 훈노룸 에 헝가로룸 ("훈족과 헝가리인의 신")이 있다. 둘 다 라틴어로 되어 있다. 이 연대기들은 역사와 전설을 섞어서 역사적으로 항상 진실한 것은 아니다. 또 다른 연대기는 루이스 대왕을 위해 쓰여진 케페스 크로니카이다.
르네상스 문학은 마티아스 왕 (1458–1490) 통치하에서 번창했다. 비록 그가 라틴어로 썼지만, Janus Pannonius는 헝가리 문학에서 가장 중요한 인물들 중 한 명으로, 그 시대의 유일한 중요한 헝가리 인문주의 시인이다. 최초의 인쇄소는 마티아스 통치 기간 동안 부다에 안드라스 헤스에 의해 세워졌다. 헝가리에서 인쇄된 첫 번째 책은 헝가로룸 연대기였다. 이 시기의 가장 중요한 시인은 발린트 발라시 (1554–1594)와 미클로스 즈리니 (1620–1664)이다.
발라시의 시는 중세의 영향을 보여주는데, 그의 시는 사랑시, 전쟁시, 종교시 등 세 부분으로 나눌 수 있다. 즈리니의 가장 중요한 작품인 서사시 시게티 veszedelem (1648/49)은 일리아드와 유사한 방식으로 쓰여졌으며, 그의 증조부가 시게트바르 성을 방어하던 중 사망한 영웅적인 시게트바르 전투를 묘사하고 있다. 종교 문학 작품 중 가장 중요한 것은 1590년 귄크의 개신교 목사 가스카르 카롤리의 성경 번역이다. 이 번역본은 처음 출판된 마을의 이름을 따서 비솔리의 성경이라고 불린다. (자세한 내용은 헝가리어로 번역된 성경을 참조하십시오.)
헝가리 계몽은 프랑스 계몽 이후 약 50년 후에 일어났다. 가장 먼저 계몽된 작가들은 마리아 테레시아의 경호원(죄르지 베세니, 야노스 바타니 등)이었다. 그 시대의 가장 위대한 시인은 미할리 초코나이 비테즈와 다니엘 베르즈세니였다. 언어 개혁의 가장 위대한 인물은 페렌츠 카진치였다. 헝가리어는 이때부터 모든 종류의 과학적 설명에 적합해졌고, 게다가, 새로운 발명품을 설명하기 위해 많은 새로운 단어들이 만들어졌다.
헝가리 문학은 최근 헝가리 국경 밖에서 어느 정도 명성을 얻고 있다. 일부 현대 헝가리 작가들은 독일과 이탈리아, 특히 샨도르 마라이, 페테르 에스테르하지, 페테르 나다스, 임레 케르테츠에서 점점 더 인기를 얻고 있다. 후자는 홀로코스트에서 살아남아 2002년에 노벨 문학상을 수상한 현대 유대인 작가이다. 헝가리 문학과 헝가리 시의 오래된 고전들은 헝가리 밖에서는 거의 완전히 알려지지 않은 채로 남아 있다. 19세기 유명한 헝가리 시인인 아라니 야노스는 헝가리(특히 그의 발라드 모음집)에서 1848년 혁명의 시인 샨도르 페테피, 엔드레 아디, 미할리 바비츠, 코즈톨라니 데즈, 아틸라지 같은 다른 "진정한 고전들" 중에서 여전히 많은 사랑을 받고 있다. 다른 잘 알려진 헝가리 작가로는 Mor Jókai가 있다.

## 대외 관계
2015년 4월 박근혜 대통령이 헝가리 야노쉬 아데르 대통령과의 정상회담에서 "북한이 헝가리의 체제성공을 본받아야 한다." 라고 발언하자, 북한은 "동족을 모함하고 시기질투하는 궤변"이라고 예민하게 반응했다.